# Halofilny szuwar z sitowcem nadmorskim
Szuwar sitowca nadmorskiego i oczeretu Tabernemontana, zespół sitowca nadmorskiego i oczeretu Tabernemontana, (sub)halofilny szuwar z sitowcem nadmorskim (Scirpetum maritimi) – syntakson w randze zespołu budowany przez słonawowodne makrofity: sitowiec nadmorski i oczeret Tabernemontana, przy czym gatunki te występują razem lub zamiennie. Należy do klasy zespołów szuwarowych Phragmitetea jako jedyne zbiorowisko grupy szuwarów halofilnych.

## Charakterystyka
Szuwar zajmujący stosunkowo płytkie (rzadko powyżej 0,5 m głębokości) słonawe wody stojące strefy litoralnej jezior, wysięków wody morskiej i płytkich zatok morskich. Czasem sąsiaduje z głębiej położonymi szuwarami pałkowymi lub trzcinowymi z jednej strony i szuwarami ze związku Magnocaricion lub halofilnymi łąkami z drugiej. Wymaga wód lekko zasadowych. Podłoże mineralne (piasek) lub lekko zamulone. Gatunki dominujące, zwłaszcza oczeret Tabernemontana, nie wymagają bezwzględnie słonych siedlisk, w związku z czym ich jednogatunkowe płaty na śródlądowych słodkowodnych stanowiskach nie są uznawane za zbiorowisko Scirpetum maritimi. Oprócz gatunków szuwarowych występują także halofity. W sukcesji ekologicznej wypierane jest przez turzycowiska, a przy wysładzaniu także trzcinowiska.
WystępowanieW Polsce niezbyt częste. Głównie na wybrzeżu Bałtyku, także na różnych stanowiskach w głębi lądu (solniska naturalne i wtórne), zwłaszcza na Kujawach.
Charakterystyczna kombinacja gatunków
ChAss. : sitowiec nadmorski (Bulboschoenus maritimus).
ChCl., ChO. : żabieniec babka wodna (Alisma plantago-aquatica), ponikło błotne (Eleocharis palustris), skrzyp bagienny (Equisetum fluviatile), manna mielec (Glyceria maxima), trzcina pospolita (Phragmites australis), szczaw lancetowaty (Rumex hydrolapathum), oczeret Tabernemontana (Schoenoplectus tabernaemontani), marek szerokolistny (Sium latifolium), pałka szerokolistna (Typha latifolia).
DGrAss. : mietlica psia (Agrostis canina), mietlica rozłogowa (A. stolonifera), przytulia błotna (Galium palustre), karbieniec pospolity (Lycopus europaeus), tojeść bukietowa (Lysimachia thyrsiflora), tojeść pospolita (Lysimachia vulgaris), krwawnica pospolita (Lythrum salicaria), niezapominajka błotna (Myosotis palustris), mozga trzcinowata (Phalaris arundinacea).
Comp. : manna mielec (Glyceria maxima), trzcina pospolita (Phragmites australis), szczaw lancetowaty (Rumex hydrolapathum), łączeń baldaszkowy (Butomus umbellatus), rzepicha ziemnowodna (Rorippa amphibia), mozga trzcinowata (Phalaris arundinacea), mięta wodna (Mentha aquatica), ponikło błotne (Eleocharis palustris).

## Zagrożenia i ochrona
Słonolubny podzespół – Scirpetum maritimi puccinellietosum na potrzeby inwentaryzacji obszarów Natura 2000 oznaczony jako podtyp siedliska przyrodniczego nr 1340 (śródlądowe słone łąki, pastwiska i szuwary) – podtyp 1340-3 (halofilny szuwar z sitowcem nadmorskim).